# Magé, Rio de Janeiro
Magé är en stad och kommun i östra Brasilien och ligger i delstaten Rio de Janeiro. Den är en förortskommun till Rio de Janeiro och folkmängden uppgår till cirka 230 000 invånare, medan centralorten har lite mer än 50 000 invånare. Den största orten i kommunen är Inhomirim, med över 100 000 invånare.

## Administrativ indelning
Kommunen var år 2010 indelad i fem distrikt:
- Guia de Pacobaíba
- Inhomirim
- Magé
- Santo Aleixo
- Suruí